# Zbigniew Burzyński

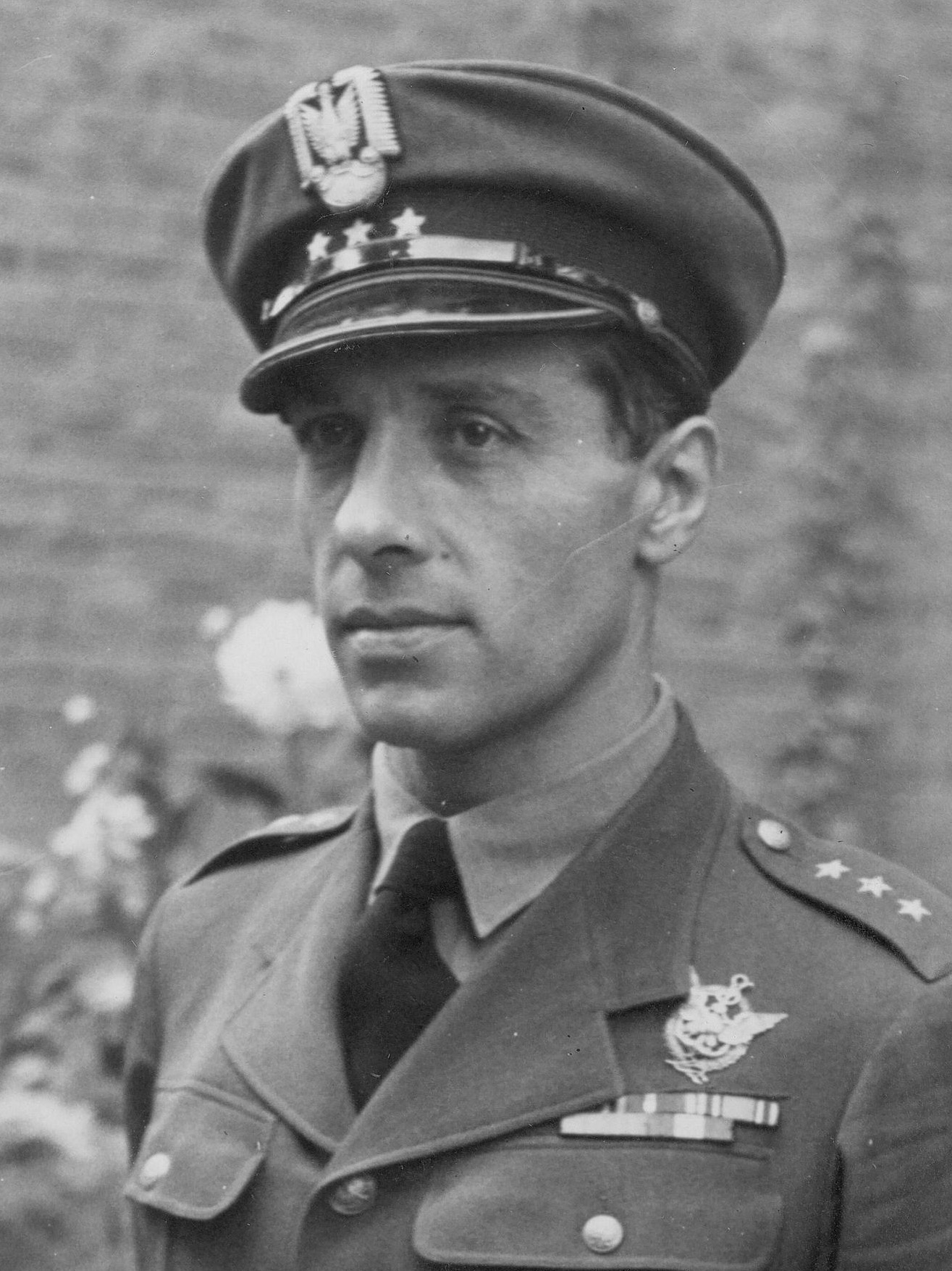
Zbigniew Burzyński

Zbigniew Jan Władysław Antoni Burzyński (* 31. März 1902 in Schowkwa, heute Ukraine; † 30. Dezember 1971 in Warschau) war ein Pionier des polnischen Ballonsports. Er gewann 1933 und 1935 den Gordon-Bennett-Cup im Ballonfahren und stellte 1938 einen Höhenweltrekord auf.

## Leben

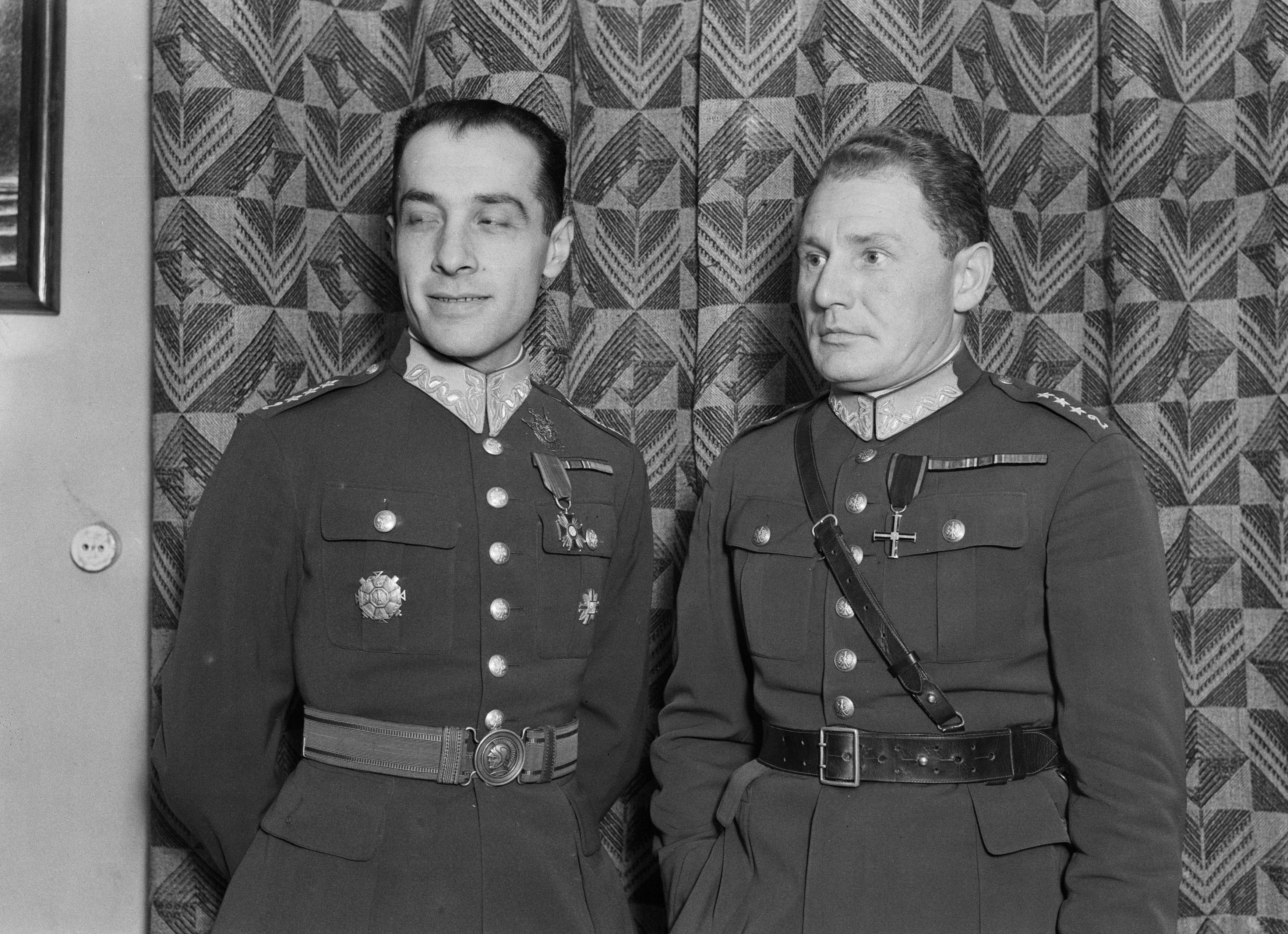
Burzyński und Hynek (1934)

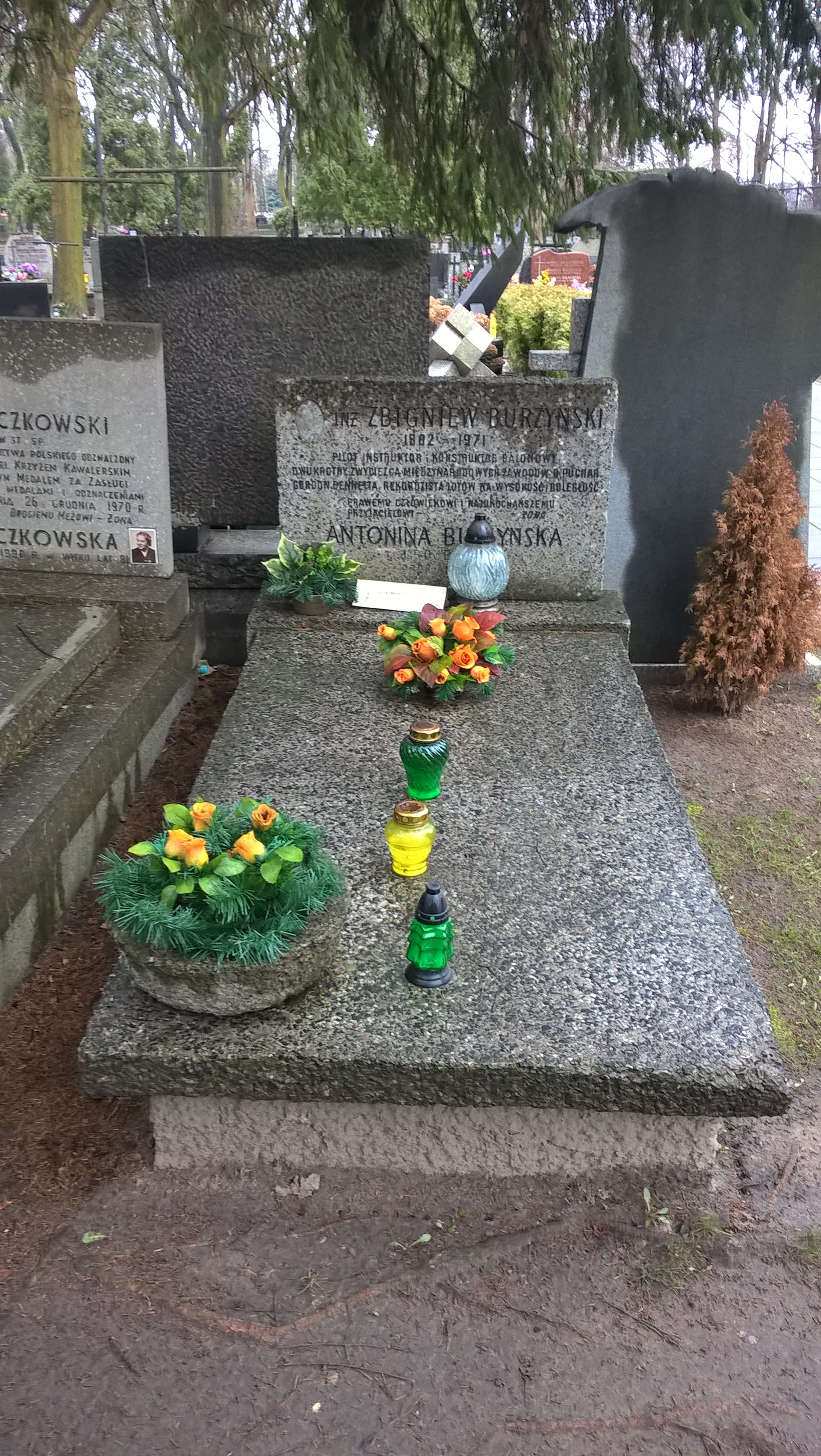
Grab Zbigniew Burzyński in Warschau

Zbigniew Burzyński wurde 1902 als Sohn des Forstingenieurs Władysław Burzyński in Schowkwa geboren. Er besuchte die Mittelschule in Lemberg, Wien und schließlich in Krakau, wo er 1920 an der Kadettenschule im Stadtteil Łobzów die Matura ablegte. Anschließend besuchte er die Artillerieschule in Posen und diente kurz im 1. Gebirgsartillerie-Regiment in Nowy Targ.
Mit dem Ballonfahren kam er erstmals in Berührung, als er am 1. Mai 1921 zu einer Schulung für Ballonaufklärer an die Aeronautische Offiziersschule in Thorn geschickt wurde. Anschließend wurde er zum V. Aeronautischen Bataillon in Jabłonna bei Legionowo versetzt. 1922 führte er hier seine erste Ballonfahrt durch. In der Ballonfabrik Wytwórnia Balonów i Spadochronów in Legionowo wurden unter seiner Leitung die ersten polnischen Fessel- und Freiballons hergestellt.
Ab 1928 nahm Burzyński an ballonsportlichen Wettbewerben teil. Gemeinsam mit Franciszek Hynek gewann er im Ballon Lwów die polnische Meisterschaft im Freiballonfahren für die längste erreichte Fahrstrecke. Am renommierten Gordon-Bennett-Rennen nahm er insgesamt sechsmal teil. 1933 gewann er mit Hynek im Kościuszko, 1935 mit Władysław Wysocki im Polonia II und 1934 komplettierten er und Jan Zakrzewski mit dem zweiten Platz im Ballon Warszawa den polnischen Doppelsieg. Am 29. März 1938 erreichten Burzyński und der Physiker Konstanty Jodko-Narkiewicz im offenen Korb des Ballons Warszawa II eine Höhe von 10.853 m. Damit verbesserten sie den bestehenden Weltrekord der deutschen Meteorologen Arthur Berson und Reinhard Süring, die 1901 auf 10.800 m gestiegen waren. Burzyńskis Rekord hatte bis 1964 Bestand.
Als ein erfahrener Pilot für den Gwiazda Polski (deutsch Stern Polens), den mit einem Fassungsvermögen von 124.700 m3 bis dahin größten Gasballon der Welt, gesucht wurde, fiel die Wahl folgerichtig auf Burzynski. Der mit einer Druckkabine ausgestattete Ballon sollte bis in eine Höhe von 30 km steigen. Der Start am 14. Oktober 1938 in Zakopane misslang jedoch, weil sich der als Traggas verwendete Wasserstoff entzündete und einen Teil der Ballonhülle zerstörte.
Im September 1939 befehligte Burzyński eine Ballonaufklärungskompanie und geriet Anfang Oktober in deutsche Kriegsgefangenschaft. 1945 diente er der 4. polnischen Kommandobrigade in Deutschland als Verbindungsoffizier, bevor er nach Polen zurückkehrte. 1955 schloss er ein Ingenieurstudium an der Technischen Universität Warschau ab und arbeitete dort anschließend als Assistent. Er gehörte zu den ersten aktiven Ballonfahrern, als der Ballonsport in Polen 1956 wieder aufgenommen wurde. 1957 gewann er die erste polnische Ballonwettfahrt seit dem Ende des Zweiten Weltkriegs. Drei Jahre später absolvierte er seine 100. Ballonfahrt. Er arbeitete aktiv als Funktionär im Aeroklub der Volksrepublik Polen und vertrat diesen von 1966 bis 1969 im Weltluftsportverband FAI.

## Ehrungen
Zbigniew Burzyński erhielt in Polen zahlreiche staatliche Auszeichnungen. Nach dem ersten Gordon-Bennett-Sieg wurde er mit dem goldenen Verdienstkreuz der Republik Polen dekoriert. 1935 erhielt er das Ritterkreuz, 1964 das Offizierskreuz vom Orden der Wiedergeburt Polens. Die Fédération Aéronautique Internationale ehrte ihn 1958 mit dem Paul-Tissandier-Diplom.
In Polen trägt heute eine internationale Ballonsport-Veranstaltung seinen Namen. Im Warschauer Stadtteil Gocław sowie in Danzig-Przymorze sind Straßen nach ihm benannt.

## Schriften (Auswahl)
- Zbigniew Burzyński: „Kościuszko“ nad Ameryką. Wydawnictwo Aeroklubu Rzeczpospolitej Polskiej, Warschau 1934 (polnisch)
- Zbigniew Burzyński: Pomiędzy chmurami. Państwowe Wydawnictwo Książek Szkolnych, Lemberg 1936 (polnisch)
- Zbigniew Burzyński, Franciszek Janik, Mieczysław Pietraszek: Balony. Państwowe Wydawnictwa Techniczne, Warschau 1958 (polnisch)
- Zbigniew Burzyński: Balonem przez kontynenty, Wydawnictwo MON, Warschau 1969 (polnisch)